# Romain Saïss
Romain Ghanem Paul Saïss, noto semplicemente come Romain Saïss (Bourg-de-Péage, 26 marzo 1990), è un calciatore francese naturalizzato marocchino, difensore dell'Al-Sadd.

## Caratteristiche tecniche
Noto per carisma e doti da leader, che gli consentono di guidare con autorevolezza il reparto arretrato, è un difensore centrale possente fisicamente, efficace nel gioco aereo e in grado di impostare l'azione dalle retrovie. In caso di necessità è stato adattato a vertice basso di centrocampo davanti alla linea di difesa.

## Carriera

### Club

#### Wolverhampton
Il 30 agosto 2016 passa al Wolverhampton, in Championship. Esordisce con gli inglesi il 17 settembre contro il Newcastle Utd. In quella stessa gara, il giocatore rimarrà vittima di insulti razziali da parte del capitano dei Magpies Jonjo Shelvey, a cui è stata inflitta una squalifica di 100.000 sterline dalla FA. Ha messo a segno la sua prima rete per il club il 30 settembre 2017 in una gara vinta per 4-0 ai danni del Burton Albion. Il 22 settembre 2018 esordisce in Premier League contro il Manchester Utd, subentrando all'80' al posto di Joao Moutinho. Ha messo a segno la sua prima rete in massima divisione nella gara pareggiata per 1-1 al Craven Cottage contro il Fulham, pareggiando la partita all'85' minuto. Il 21 febbraio 2019 decide di rinnovare il proprio contratto fino all'estate del 2021.
Il 25 luglio 2019 Saïss ha fatto il suo debutto nelle competizioni europee di calcio per club UEFA come sostituto nella partita vinta 2-0 in casa dai Wolves contro i Crusaders nel secondo turno di qualificazione della UEFA Europa League 2019-20, e il 24 ottobre ha segnato il suo primo gol in una competizione europea mettendo a segno la rete che ha aperto le marcature nella vittoria esterna per 2-1 in casa dello Slovan Bratislava nella fase a gironi.
Saïss ha attivato una proroga automatica del contratto il 18 marzo 2021 dopo aver raggiunto le 20 presenze in Premier League durante la stagione 2020-2021, legandosi al club fino a giugno del 2022. È stato descritto come il Maldini marocchino dall'allenatore Bruno Lage il 15 dicembre di quell'anno, dopo la sua prestazione in trasferta di Premier League contro il Brighton, dove segnò l'unico gol in una vittoria tanto attesa (la prima vittoria in assoluto dei Wolves in casa dei Seagulls nella massima serie). Ha fatto la sua 100ª presenza in Premier League vincendo 2-0 in casa del Tottenham il 13 febbraio 2022. Il 5 marzo 2022 gioca la sua 200ª gara con i Wolves.
Il 31 maggio 2022, Saïss ha annunciato che avrebbe lasciato il Wolverhampton alla scadenza del suo contratto, dopo aver disputato 206 partite con il club in sei stagioni segnando 15 reti, nove delle quali in Premier League.

#### Besiktas
Il 17 giugno 2022 si accorda a parametro zero con il Beşiktaş, in Turchia. Ha debuttato il 6 agosto seguente in Süper Lig nella gara vinta in casa per 1-0 contro il Kayserispor. L'8 ottobre 2022, durante una gara contro il Giresunspor, il giocatore sarà vittima di uno stiramento alla coscia che lo costringerà ad uscire dalcampo da gioco dopo appena 13 minuti di gioco e che gli costerà uno stop di due settimane. Mette a segno la sua prima rete con il club turco il 30 aprile 2023, in una gara casalinga vinta per 3-1 contro i rivali del Galatasaray. Termina la propria esperienza turca con 26 presenze e una rete.

#### Al-Sadd e prestito all'Al-Shabab
Il 24 luglio 2023 approda per la prima volta nella Qatar Stars League firmando un contratto biennale per l'Al-Sadd, per una cifra dichiarata di 2,5 milioni di euro più altri 300.000 di bonus. Già dopo la firma, internamente al club sono sorti i primi problemi: infatti il club qatariota non avrebbe potuto tesserare alcun giocatore straniero a causa del limite predisposto dalla Lega, provando così a cederlo al Rennes.
Infine, il 5 settembre 2023, dopo aver giocato solamente tre amichevoli per il club qatariota, viene ceduto in prestito annuale all'Al-Shabab, militante nella Saudi Professional League. Debutta con il club saudita il 15 settembre seguente divenendo subito decisivo, mettendo a segno la rete che varrà la vittoria della sua squadra in casa dell'Al-Fayha al 52' minuto. Termina la stagione totalizzando 31 presenze e mettendo a segno 4 reti.
Il 29 giugno viene annunciato che il giocatore, a partire dal giorno seguente, sarebbe rientrato all'Al-Sadd. Fa il proprio esordio ufficiale con il club qatariota il 30 settembre 2024, in occasione di una vittoria 2-0 contro l'Esteghlal valida per la fase a gironi della AFC Champions League. Nella medesima competizione, il successivo 4 novembre, segna la sua prima rete, quella del definitivo 1-1 contro l'Al-Wasl. Il 22 novembre successivo fa il proprio esordio in campionato, mettendo a segno una delle 5 reti refilate all'Al-Khor.

### Nazionale
Esordisce in nazionale il 14 novembre 2012 contro il Togo in amichevole, subentrando al 79' al posto di Bergdich. Nel 2020 viene nominato capitano della selezione marocchina dal CT Vahid Halilhodžić, in sostituzione di Mehdi Benatia, ritiratosi dopo la Coppa d'Africa 2019.
Nel novembre del 2022 viene inserito nella rosa partecipante ai Mondiali di calcio in Qatar. Qui, colleziona sei presenze, tutte da titolare, con il Marocco capace di concludere il torneo al quarto posto. In seguito al risultato storico ottenuto, nel dicembre successivo è stato insignito, insieme al resto della rosa marocchina, dell'Ordine del Trono durante un ricevimento al Palazzo Reale di Rabat.

## Statistiche

### Presenze e reti nei club
Statistiche aggiornate al 7 febbraio 2025.
| Stagione             | Squadra              | Campionato           | Campionato | Campionato | Coppe nazionali | Coppe nazionali | Coppe nazionali | Coppe continentali | Coppe continentali | Coppe continentali | Altre coppe | Altre coppe | Altre coppe | Totale | Totale |
| Stagione             | Squadra              | Comp                 | Pres       | Reti       | Comp            | Pres            | Reti            | Comp               | Pres               | Reti               | Comp        | Pres        | Reti        | Pres   | Reti   |
| -------------------- | -------------------- | -------------------- | ---------- | ---------- | --------------- | --------------- | --------------- | ------------------ | ------------------ | ------------------ | ----------- | ----------- | ----------- | ------ | ------ |
| 2013-2014            | Le Havre             | L2                   | 27         | 1          | CF+CdL          | 0+1             | 0               | -                  | -                  | -                  | -           | -           | -           | 28     | 1      |
| 2014-2015            | Le Havre             | L2                   | 34         | 2          | CF+CdL          | 2+1             | 0               | -                  | -                  | -                  | -           | -           | -           | 37     | 2      |
| Totale Le Havre      | Totale Le Havre      | Totale Le Havre      | 61         | 3          |                 | 4               | 0               |                    | -                  | -                  |             | -           | -           | 65     | 3      |
| 2015-2016            | Angers               | L1                   | 35         | 2          | CF+CdL          | 1+1             | 0               | -                  | -                  | -                  | -           | -           | -           | 37     | 2      |
| 2016-2017            | Wolverhampton        | FLC                  | 24         | 0          | FACup+CdL       | 1+0             | 0               | -                  | -                  | -                  | -           | -           | -           | 25     | 0      |
| 2017-2018            | Wolverhampton        | FLC                  | 42         | 4          | FACup+CdL       | 1+1             | 0               | -                  | -                  | -                  | -           | -           | -           | 44     | 4      |
| 2018-2019            | Wolverhampton        | PL                   | 19         | 2          | FACup+CdL       | 5+2             | 0               | -                  | -                  | -                  | -           | -           | -           | 26     | 2      |
| 2019-2020            | Wolverhampton        | PL                   | 33         | 2          | FACup+CdL       | 2+0             | 0               | UEL                | 14                 | 1                  | -           | -           | -           | 49     | 3      |
| 2020-2021            | Wolverhampton        | PL                   | 27         | 3          | FACup+CdL       | 2+1             | 0               | -                  | -                  | -                  | -           | -           | -           | 30     | 3      |
| 2021-2022            | Wolverhampton        | PL                   | 31         | 2          | FACup+CdL       | 0+1             | 1               | -                  | -                  | -                  | -           | -           | -           | 32     | 3      |
| Totale Wolverhampton | Totale Wolverhampton | Totale Wolverhampton | 176        | 13         |                 | 16              | 1               |                    | 14                 | 1                  |             | -           | -           | 206    | 15     |
| 2022-2023            | Beşiktaş             | SL                   | 25         | 1          | TK              | 1               | 0               | -                  | -                  | -                  | -           | -           | -           | 26     | 1      |
| 2023-2024            | Al-Shabab            | SPL                  | 25         | 4          | KCC             | 3               | 0               | -                  | -                  | -                  | CdC         | 3           | 0           | 31     | 4      |
| 2024-2025            | Al-Sadd              | QSL                  | 5          | 1          | QSC             | 0               | 0               | ACL                | 6                  | 1                  |             | -           | -           | 11     | 2      |
| Totale carriera      | Totale carriera      | Totale carriera      | 327        | 23         |                 | 26              | 1               |                    | 20                 | 2                  |             | 3           | 0           | 376    | 26     |

### Cronologia presenze e reti in nazionale
| Cronologia completa delle presenze e delle reti in nazionale ― Marocco | Cronologia completa delle presenze e delle reti in nazionale ― Marocco | Cronologia completa delle presenze e delle reti in nazionale ― Marocco | Cronologia completa delle presenze e delle reti in nazionale ― Marocco | Cronologia completa delle presenze e delle reti in nazionale ― Marocco | Cronologia completa delle presenze e delle reti in nazionale ― Marocco | Cronologia completa delle presenze e delle reti in nazionale ― Marocco | Cronologia completa delle presenze e delle reti in nazionale ― Marocco |
| Data                                                                   | Città                                                                  | In casa                                                                | Risultato                                                              | Ospiti                                                                 | Competizione                                                           | Reti                                                                   | Note                                                                   |
| ---------------------------------------------------------------------- | ---------------------------------------------------------------------- | ---------------------------------------------------------------------- | ---------------------------------------------------------------------- | ---------------------------------------------------------------------- | ---------------------------------------------------------------------- | ---------------------------------------------------------------------- | ---------------------------------------------------------------------- |
| 14-11-2012                                                             | Casablanca                                                             | Marocco                                                                | 0 – 1                                                                  | Togo                                                                   | Amichevole                                                             | -                                                                      | 79’                                                                    |
| 26-3-2016                                                              | Praia                                                                  | Capo Verde                                                             | 0 – 1                                                                  | Marocco                                                                | Qual. Coppa d'Africa 2017                                              | -                                                                      |                                                                        |
| 29-3-2016                                                              | Marrakech                                                              | Marocco                                                                | 2 – 0                                                                  | Capo Verde                                                             | Qual. Coppa d'Africa 2017                                              | -                                                                      |                                                                        |
| 27-5-2016                                                              | Tangeri                                                                | Marocco                                                                | 2 – 0                                                                  | Rep. del Congo                                                         | Amichevole                                                             | -                                                                      | 69’                                                                    |
| 3-6-2016                                                               | Radès                                                                  | Libia                                                                  | 1 – 1                                                                  | Marocco                                                                | Qual. Coppa d'Africa 2017                                              | -                                                                      |                                                                        |
| 8-10-2016                                                              | Franceville                                                            | Gabon                                                                  | 0 – 0                                                                  | Marocco                                                                | Qual. Mondiali 2018                                                    | -                                                                      | 90+2’                                                                  |
| 12-11-2016                                                             | Marrakech                                                              | Marocco                                                                | 0 – 0                                                                  | Costa d'Avorio                                                         | Qual. Mondiali 2018                                                    | -                                                                      |                                                                        |
| 15-11-2016                                                             | Marrakech                                                              | Marocco                                                                | 2 – 1                                                                  | Togo                                                                   | Amichevole                                                             | -                                                                      |                                                                        |
| 9-1-2017                                                               | Al-Ayn                                                                 | Marocco                                                                | 0 – 1                                                                  | Finlandia                                                              | Amichevole                                                             | -                                                                      |                                                                        |
| 16-1-2017                                                              | Oyem                                                                   | RD del Congo                                                           | 1 – 0                                                                  | Marocco                                                                | Coppa d'Africa 2017 - 1º turno                                         | -                                                                      |                                                                        |
| 20-1-2017                                                              | Oyem                                                                   | Marocco                                                                | 3 – 1                                                                  | Togo                                                                   | Coppa d'Africa 2017 - 1º turno                                         | 1                                                                      | 73’                                                                    |
| 24-1-2017                                                              | Oyem                                                                   | Marocco                                                                | 1 – 0                                                                  | Costa d'Avorio                                                         | Coppa d'Africa 2017 - 1º turno                                         | -                                                                      |                                                                        |
| 29-1-2017                                                              | Port-Gentil                                                            | Egitto                                                                 | 1 – 0                                                                  | Marocco                                                                | Coppa d'Africa 2017 - Quarti di finale                                 | -                                                                      |                                                                        |
| 24-3-2017                                                              | Marrakech                                                              | Marocco                                                                | 2 – 0                                                                  | Burkina Faso                                                           | Amichevole                                                             | -                                                                      |                                                                        |
| 28-3-2017                                                              | Marrakech                                                              | Marocco                                                                | 0 – 0                                                                  | Costa d'Avorio                                                         | Qual. Mondiali 2018                                                    | -                                                                      |                                                                        |
| 31-5-2017                                                              | Marrakech                                                              | Marocco                                                                | 1 – 2                                                                  | Paesi Bassi                                                            | Amichevole                                                             | -                                                                      |                                                                        |
| 10-6-2017                                                              | Yaoundé                                                                | Camerun                                                                | 1 – 0                                                                  | Marocco                                                                | Qual. Coppa d'Africa 2019                                              | -                                                                      |                                                                        |
| 1-9-2017                                                               | Rabat                                                                  | Marocco                                                                | 6 – 0                                                                  | Mali                                                                   | Qual. Mondiali 2018                                                    | -                                                                      |                                                                        |
| 5-9-2017                                                               | Bamako                                                                 | Mali                                                                   | 0 – 0                                                                  | Marocco                                                                | Qual. Mondiali 2018                                                    | -                                                                      |                                                                        |
| 7-10-2017                                                              | Casablanca                                                             | Marocco                                                                | 3 – 0                                                                  | Gabon                                                                  | Qual. Mondiali 2018                                                    | -                                                                      |                                                                        |
| 11-11-2017                                                             | Abidjan                                                                | Costa d'Avorio                                                         | 0 – 2                                                                  | Marocco                                                                | Qual. Mondiali 2018                                                    | -                                                                      | 22’                                                                    |
| 23-3-2018                                                              | Torino                                                                 | Serbia                                                                 | 1 – 2                                                                  | Marocco                                                                | Amichevole                                                             | -                                                                      | 46’                                                                    |
| 27-3-2018                                                              | Casablanca                                                             | Marocco                                                                | 2 – 0                                                                  | Uzbekistan                                                             | Amichevole                                                             | -                                                                      | 62’                                                                    |
| 31-5-2018                                                              | Ginevra                                                                | Marocco                                                                | 0 – 0                                                                  | Ucraina                                                                | Amichevole                                                             | -                                                                      |                                                                        |
| 4-6-2018                                                               | Ginevra                                                                | Slovacchia                                                             | 1 – 2                                                                  | Marocco                                                                | Amichevole                                                             | -                                                                      | 46’                                                                    |
| 9-6-2018                                                               | Tallinn                                                                | Estonia                                                                | 1 – 3                                                                  | Marocco                                                                | Amichevole                                                             | -                                                                      |                                                                        |
| 15-6-2018                                                              | San Pietroburgo                                                        | Marocco                                                                | 0 – 1                                                                  | Iran                                                                   | Mondiali 2018 - 1º turno                                               | -                                                                      |                                                                        |
| 25-6-2018                                                              | Kaliningrad                                                            | Spagna                                                                 | 2 – 2                                                                  | Marocco                                                                | Mondiali 2018 - 1º turno                                               | -                                                                      |                                                                        |
| 8-9-2018                                                               | Casablanca                                                             | Marocco                                                                | 3 – 0                                                                  | Malawi                                                                 | Qual. Coppa d'Africa 2019                                              | -                                                                      |                                                                        |
| 13-10-2018                                                             | Casablanca                                                             | Marocco                                                                | 1 – 0                                                                  | Comore                                                                 | Qual. Coppa d'Africa 2019                                              | -                                                                      |                                                                        |
| 16-10-2018                                                             | Mitsamiouli                                                            | Comore                                                                 | 2 – 2                                                                  | Marocco                                                                | Qual. Coppa d'Africa 2019                                              | -                                                                      |                                                                        |
| 20-11-2018                                                             | Radès                                                                  | Tunisia                                                                | 0 – 1                                                                  | Marocco                                                                | Amichevole                                                             | -                                                                      |                                                                        |
| 26-3-2019                                                              | Tangeri                                                                | Marocco                                                                | 0 – 1                                                                  | Argentina                                                              | Amichevole                                                             | -                                                                      |                                                                        |
| 12-6-2019                                                              | Marrakech                                                              | Marocco                                                                | 0 – 1                                                                  | Gambia                                                                 | Amichevole                                                             | -                                                                      | 46’                                                                    |
| 16-6-2019                                                              | Marrakech                                                              | Marocco                                                                | 2 – 3                                                                  | Zambia                                                                 | Amichevole                                                             | -                                                                      | 60’                                                                    |
| 23-6-2019                                                              | Il Cairo                                                               | Marocco                                                                | 1 – 0                                                                  | Namibia                                                                | Coppa d'Africa 2019 - 1º turno                                         | -                                                                      |                                                                        |
| 28-6-2019                                                              | Il Cairo                                                               | Marocco                                                                | 1 – 0                                                                  | Costa d'Avorio                                                         | Coppa d'Africa 2019 - 1º turno                                         | -                                                                      |                                                                        |
| 1-7-2019                                                               | Il Cairo                                                               | Sudafrica                                                              | 0 – 1                                                                  | Marocco                                                                | Coppa d'Africa 2019 - 1º turno                                         | -                                                                      |                                                                        |
| 5-7-2019                                                               | Il Cairo                                                               | Marocco                                                                | 1 – 1 dts (1 – 4 dtr)                                                  | Benin                                                                  | Coppa d'Africa 2019 - Ottavi di finale                                 | -                                                                      |                                                                        |
| 15-11-2019                                                             | Rabat                                                                  | Marocco                                                                | 0 – 0                                                                  | Mauritania                                                             | Qual. Coppa d'Africa 2021                                              | -                                                                      |                                                                        |
| 19-11-2019                                                             | Bujumbura                                                              | Burundi                                                                | 0 – 3                                                                  | Marocco                                                                | Qual. Coppa d'Africa 2021                                              | -                                                                      | Cap.                                                                   |
| 9-10-2020                                                              | Marrakech                                                              | Marocco                                                                | 3 – 1                                                                  | Senegal                                                                | Amichevole                                                             | -                                                                      | Cap.                                                                   |
| 12-11-2020                                                             | Casablanca                                                             | Marocco                                                                | 4 – 1                                                                  | Rep. Centrafricana                                                     | Qual. Coppa d'Africa 2021                                              | -                                                                      | Cap.                                                                   |
| 17-11-2020                                                             | Douala                                                                 | Rep. Centrafricana                                                     | 0 – 2                                                                  | Marocco                                                                | Qual. Coppa d'Africa 2021                                              | -                                                                      | Cap.                                                                   |
| 26-3-2021                                                              | Nouakchott                                                             | Mauritania                                                             | 0 – 0                                                                  | Marocco                                                                | Qual. Coppa d'Africa 2021                                              | -                                                                      | Cap.                                                                   |
| 30-3-2021                                                              | Rabat                                                                  | Marocco                                                                | 1 – 0                                                                  | Burundi                                                                | Qual. Coppa d'Africa 2021                                              | -                                                                      | Cap.                                                                   |
| 8-6-2021                                                               | Rabat                                                                  | Marocco                                                                | 1 – 0                                                                  | Ghana                                                                  | Amichevole                                                             | -                                                                      | Cap.                                                                   |
| 12-6-2021                                                              | Rabat                                                                  | Marocco                                                                | 1 – 0                                                                  | Burkina Faso                                                           | Amichevole                                                             | -                                                                      | Cap. 86’                                                               |
| 2-9-2021                                                               | Rabat                                                                  | Marocco                                                                | 2 – 0                                                                  | Sudan                                                                  | Qual. Mondiali 2022                                                    | -                                                                      | Cap.                                                                   |
| 6-10-2021                                                              | Rabat                                                                  | Marocco                                                                | 5 – 0                                                                  | Guinea-Bissau                                                          | Qual. Mondiali 2022                                                    | -                                                                      | Cap.                                                                   |
| 9-10-2021                                                              | Bissau                                                                 | Guinea-Bissau                                                          | 0 – 3                                                                  | Marocco                                                                | Qual. Mondiali 2022                                                    | -                                                                      | Cap.                                                                   |
| 12-10-2021                                                             | Rabat                                                                  | Guinea                                                                 | 1 – 4                                                                  | Marocco                                                                | Qual. Mondiali 2022                                                    | -                                                                      | Cap.                                                                   |
| 12-11-2021                                                             | Rabat                                                                  | Sudan                                                                  | 0 – 3                                                                  | Marocco                                                                | Qual. Mondiali 2022                                                    | -                                                                      | Cap. 58’                                                               |
| 10-1-2022                                                              | Yaoundé                                                                | Marocco                                                                | 1 – 0                                                                  | Ghana                                                                  | Coppa d'Africa 2021                                                    | -                                                                      | Cap.                                                                   |
| 14-1-2022                                                              | Yaoundé                                                                | Marocco                                                                | 2 – 0                                                                  | Comore                                                                 | Coppa d'Africa 2021 - 1º turno                                         | -                                                                      | Cap.                                                                   |
| 18-1-2022                                                              | Yaoundé                                                                | Gabon                                                                  | 2 – 2                                                                  | Marocco                                                                | Coppa d'Africa 2021 - 1º turno                                         | -                                                                      | 89’                                                                    |
| 25-1-2022                                                              | Yaoundé                                                                | Marocco                                                                | 2 – 1                                                                  | Malawi                                                                 | Coppa d'Africa 2021 - Ottavi di finale                                 | -                                                                      | Cap.                                                                   |
| 30-1-2022                                                              | Yaoundé                                                                | Egitto                                                                 | 2 – 1 dts                                                              | Marocco                                                                | Coppa d'Africa 2021 - Quarti di finale                                 | -                                                                      | Cap.                                                                   |
| 25-3-2022                                                              | Kinshasa                                                               | RD del Congo                                                           | 1 – 1                                                                  | Marocco                                                                | Qual. Mondiali 2022                                                    | -                                                                      | Cap.                                                                   |
| 29-3-2022                                                              | Casablanca                                                             | Marocco                                                                | 4 – 1                                                                  | RD del Congo                                                           | Qual. Mondiali 2022                                                    | -                                                                      | Cap.                                                                   |
| 2-6-2022                                                               | Cincinnati                                                             | Stati Uniti                                                            | 3 – 0                                                                  | Marocco                                                                | Amichevole                                                             | -                                                                      | Cap. 62’                                                               |
| 9-6-2022                                                               | Rabat                                                                  | Marocco                                                                | 2 – 1                                                                  | Sudafrica                                                              | Qual. Coppa d'Africa 2023                                              | -                                                                      | Cap.                                                                   |
| 13-6-2022                                                              | Casablanca                                                             | Liberia                                                                | 0 – 2                                                                  | Marocco                                                                | Qual. Coppa d'Africa 2023                                              | -                                                                      | Cap. 46’                                                               |
| 23-9-2022                                                              | Cornellà de Llobregat                                                  | Marocco                                                                | 2 – 0                                                                  | Cile                                                                   | Amichevole                                                             | -                                                                      | Cap.                                                                   |
| 27-9-2022                                                              | Siviglia                                                               | Paraguay                                                               | 0 – 0                                                                  | Marocco                                                                | Amichevole                                                             | -                                                                      | Cap.                                                                   |
| 17-11-2022                                                             | Sharja                                                                 | Marocco                                                                | 3 – 0                                                                  | Georgia                                                                | Amichevole                                                             | -                                                                      | Cap. 63’                                                               |
| 23-11-2022                                                             | Al Khawr                                                               | Marocco                                                                | 0 – 0                                                                  | Croazia                                                                | Mondiali 2022 - 1º turno                                               | -                                                                      | Cap.                                                                   |
| 27-11-2022                                                             | Doha                                                                   | Belgio                                                                 | 0 – 2                                                                  | Marocco                                                                | Mondiali 2022 - 1º turno                                               | 1                                                                      | Cap.                                                                   |
| 1-12-2022                                                              | Doha                                                                   | Canada                                                                 | 1 – 2                                                                  | Marocco                                                                | Mondiali 2022 - 1º turno                                               | -                                                                      | Cap.                                                                   |
| 6-12-2022                                                              | Al Rayyan                                                              | Marocco                                                                | 0 – 0 dts (3 – 0 dtr)                                                  | Spagna                                                                 | Mondiali 2022 - Ottavi di finale                                       | -                                                                      | Cap. 90’                                                               |
| 10-12-2022                                                             | Doha                                                                   | Marocco                                                                | 1 – 0                                                                  | Portogallo                                                             | Mondiali 2022 - Quarti di finale                                       | -                                                                      | Cap. 57’                                                               |
| 14-12-2022                                                             | Al Khor                                                                | Francia                                                                | 2 – 0                                                                  | Marocco                                                                | Mondiali 2022 - Semifinale                                             | -                                                                      | Cap. 21’                                                               |
| 25-3-2023                                                              | Tangeri                                                                | Marocco                                                                | 2 – 1                                                                  | Brasile                                                                | Amichevole                                                             | -                                                                      | Cap.                                                                   |
| 28-3-2023                                                              | Madrid                                                                 | Marocco                                                                | 0 – 0                                                                  | Perù                                                                   | Amichevole                                                             | -                                                                      | Cap.                                                                   |
| 17-6-2023                                                              | Durban                                                                 | Sudafrica                                                              | 2 – 1                                                                  | Marocco                                                                | Qual. Coppa d'Africa 2023                                              | -                                                                      | Cap. 62’                                                               |
| 12-9-2023                                                              | Lens                                                                   | Marocco                                                                | 1 – 0                                                                  | Burkina Faso                                                           | Amichevole                                                             | -                                                                      | Cap.                                                                   |
| 14-10-2023                                                             | Abidjan                                                                | Costa d'Avorio                                                         | 1 – 1                                                                  | Marocco                                                                | Amichevole                                                             | -                                                                      | Cap. 90+6’                                                             |
| 17-10-2023                                                             | Agadir                                                                 | Marocco                                                                | 3 – 0                                                                  | Liberia                                                                | Qual. Coppa d'Africa 2023                                              | -                                                                      | Cap. 65’                                                               |
| 21-11-2023                                                             | Dar es Salaam                                                          | Tanzania                                                               | 0 – 2                                                                  | Marocco                                                                | Qual. Mondiali 2026                                                    | -                                                                      | cap.                                                                   |
| 17-1-2024                                                              | San-Pédro                                                              | Marocco                                                                | 3 – 0                                                                  | Tanzania                                                               | Coppa d'Africa 2023 - 1º turno                                         | 1                                                                      | Cap. 52’                                                               |
| 21-1-2024                                                              | San-Pédro                                                              | Marocco                                                                | 1 – 1                                                                  | RD del Congo                                                           | Coppa d'Africa 2023 - 1º turno                                         | -                                                                      | cap.                                                                   |
| 30-1-2024                                                              | San-Pédro                                                              | Marocco                                                                | 0 – 2                                                                  | Sudafrica                                                              | Coppa d'Africa 2023 - Ottavi di finale                                 | -                                                                      | Cap.                                                                   |
| 7-6-2024                                                               | Agadir                                                                 | Marocco                                                                | 2 – 1                                                                  | Zambia                                                                 | Qual. Mondiali 2026                                                    | -                                                                      | Cap.                                                                   |
| Totale                                                                 |                                                                        | Presenze (4º posto)                                                    | 83                                                                     |                                                                        | Reti                                                                   | 3                                                                      |                                                                        |

## Palmarès

### Club

#### Competizioni nazionali
- Campionato inglese di seconda divisione: 1

Wolverhampton: 2017-2018
- Campionato qatariota: 1

Al-Sadd: 2024-2025
- Coppa del Qatar: 1

Al-Sadd: 2025